# يوسف جاها
يوسف جاها فنان تشكيلي سعودي ولد في مكة المكرمة عام 1954م. يعد من الرعيل الأول في الحركة التشكيلية السعودية، وأقام العديد من المعارض الفنية داخل وخارج السعودية منها معرض (مدى)، ومعرض (نبض 2). وحصل على عدد من الجوائز منها: الجائزة الأولى في المعرض السعودي للفن المعاصر العاشر عام 1990م.

## التعليم
- حاصل على البكالوريوس في التربية الفنية من جامعة أم القرى في مكة المكرمة عام 1983.[3]

## معارض فنية ومشاركات
- أقام أول معرض فني منفرد في روشان جاليري في جدة عام 1987م.
- أقام معرضه الشخصي (مدى) في الرياض عام 2019م.[4]
- أقام معرضه الشخصي (نبض 2) في جاليري حافظ بجدة عام 2016م.[5]

- أقام معرضه الشخصي في استديو رؤية للفنون الجميلة في جدة عام 2013م.[1]
- شارك في معرض الفن الإسلامي في تركيا عام 1993م.
- شارك في معرض (Edge of Arabia) في لندن عام 2008م.
- شارك في معرض عقود في مونو جاليري عام 2018م.
- شارك في معظم المعارض التي أقامتها الجمعية السعودية للثقافة والفنون.[6]
- شارك في معرض «من حولهم» في معهد مسك للفنون مع (20) فناناً تشكيلياً من الجيل الأول من أجيال الحركة التشكيلية السعودية.[7]

## الجوائز
- الجائزة الأولى في المعرض العام الخامس الذي أقيم في الرياض 1982م.
- جائزة السعفة الذهبية في المعرض الدوري الأول لدول مجلس التعاون الخليجي في الرياض 1989م.
- الجائزة الأولى في المعرض السعودي للفن المعاصر العاشر معرض التراث الإسلامي في الرياض 1990م.
- الجائزة الأولى في مسابقة ملون السعودية التي أقيمت في جدة 1992م.
- الجائزة الأولى في مسابقة ملون السعودية التي أقيمت في جدة 1997م.
- جائزة الدانة من معرض 25 فبراير الذي أقيم في دولة الكويت 1997م.
- جائزة تجميل مكة المكرمة (الفئة الأولى) عام 2010م.[8]